# Facteur de fertilité
Le facteur de fertilité (nommé facteur F par sa découvreuse  Esther Lederberg au milieu du XXe siècle ; aussi nommé plasmide F, ou encore sex factor chez E. coli ou F sex factor ; ou encore plasmide-F),, permet le transfert de gènes d'une bactérie portant ce facteur à une autre bactérie dépourvue du facteur par conjugaison.
Ce facteur F est porté sur l'épisome F, le premier épisome découvert. Contrairement aux autres plasmides, le facteur F est constitutif des protéines de transfert en raison d'une mutation du gène finO. Le plasmide F appartient à une classe de plasmides dits « conjugatifs » qui contrôlent les fonctions sexuelles de bactéries dotées d'un système d'inhibition de la fertilité.

## Découverte
Esther M. Lederberg et Luigi L. Cavalli-Sforza ont découvert F, travail ensuite publié avec Joshua Lederberg en 1952.
Une fois ces résultats annoncés, deux autres laboratoires ont rejoint les études. « Ce ne fut pas une découverte indépendante simultanée de F (je nomme comme facteur de fertilité jusqu'à ce qu'il soit compris). Nous avons écrit à Hayes, Jacob et Wollman qui ont ensuite poursuivi leurs travaux. »
La découverte de F a parfois été confondue avec la découverte par le généticien William Hayes d'un « facteur sexuel », bien qu'il n'ait jamais revendiqué la primauté. En effet, « il [Hayes] pensait que F était vraiment lambda, et lorsque nous l'avons convaincu [qu'il n'en était rien], il a alors commencé son travail ».

## Structure
Les segments fonctionnels les plus courants constituant les facteurs F sont :
- OriT (origin fo transfert) : séquence marquant le point de départ du transfert conjugatif ;
- OriC (Origine of replication) : séquence marquant le point de départ, à partir duquel l'ADN plasmidique sera répliqué dans la cellule réceptrice ;
- tra-region (gènes de transfert) : gènes codant le processus de transfert du F-Pilus et de l'ADN ;
- IS (Insertion séquence) : éléments d'insertion composés d'une copie d'IS2, de deux copies d'IS3 et d'une copie d'IS1000 : gènes dits « égoïstes » (fragments de séquence pouvant intégrer des copies d'eux-mêmes à des emplacements différents)[10].

Certains gènes plasmidiques F et leur fonction :
- traA : Piline, sous-unité majeure du pilus.

## Relation avec le génome
L'épisome qui héberge le facteur F peut exister sous forme de plasmide indépendant, ou s'intègre dans le génome de la cellule bactérienne. 
Il existe plusieurs noms pour différents états possibles :
- cellule Hfr (pour high-frequency recombination cell), qui possèdent la totalité[réf. nécessaire]de l'épisome F intégrée dans le génome bactérien ;
- bactérie F+ qui possède le facteur F comme plasmide indépendant du génome bactérien. Le plasmide F ne contient que l'ADN du facteur F, et aucun ADN du génome bactérien ;
- bactérie F' (F-prime), formée par une excision incorrecte du chromosome, ce qui entraîne la présence dans le plasmide F de séquences bactériennes situées à proximité de l'endroit où l'épisome F a été inséré ;
- bactérie F−, qui ne contient pas de facteur F et agit comme réceptrice.

## Fonction
Lorsqu'une cellule F+ se conjugue / s'accouple avec une cellule F−, il en résulte deux cellules F+, toutes deux capables de transmettre le plasmide à d'autres cellules F− par conjugaison. Le plasmide F appartient à une classe de plasmides conjugatifs qui contrôlent les fonctions sexuelles de bactéries avec un système d'inhibition de la fertilité. Dans ce système, un facteur agissant en trans-, FinO, et des ARN antisens, FinP, se combinent pour réprimer l'expression du gène activateur TraJ. TraJ est un facteur de transcription qui régule à la hausse l'opéron tra. L'opéron tra comprend les gènes nécessaires à la conjugaison et au transfert de plasmide. Ceci signifie qu'une bactérie F+ peut toujours agir en tant que cellule donneuse. Le gène finO du plasmide F d'origine (dans Escherichia coli K12) est interrompu par une insertion de IS3, entraînant une expression constitutive du tra-opéron,. 
Les cellules F+ ont également à leur surface des « protéines d'exclusion » TraS et TraT. Ces protéines empêchent les événements de couplage secondaires impliquant des plasmides appartenant au même groupe d'incompatibilité (Inc). Ainsi, chaque bactérie F+ ne peut héberger qu'un seul type de plasmide d'un groupe d'incompatibilité donné.
Dans le cas du transfert de Hfr, les transconjugués résultants sont rarement Hfr. Le résultat de la conjugaison Hfr/F− est une souche F− avec un nouveau génotype. Lorsque les plasmides F-prime sont transférés dans une cellule bactérienne receveuse, ils portent des fragments de l'ADN du donneur qui peuvent devenir importants pour la recombinaison.
Dans le domaine du génie génétique, les bioingénieurs ont ainsi pu créer des plasmides F pouvant contenir de l’ADN étranger inséré ; c'est ce qu'on appelle un « chromosome artificiel bactérien ».
 (juin 2019).